# Bitwa pod Konotopem
Bitwa pod Konotopem (zwana niekiedy bitwą sosnowską lub bitwą nad rzeką Sosnówką) miała miejsce 8 lipca 1659 podczas wojny polsko-rosyjskiej 1654-1667.

## Geneza
Po śmierci Bohdana Chmielnickiego hetmanem został wybrany Iwan Wyhowski, a dwa lata później 22 maja 1659 roku Sejm Rzeczypospolitej zatwierdził unię hadziacką. Pomimo tego część Ukrainy zadnieprzańskiej nadal opowiadała się przeciwko Wyhowskiemu i popierała Moskwę. W konsekwencji armia moskiewska dowodzona przez księcia Aleksieja Nikitycza Trubeckiego obległa obwarowane miasteczko Konotop, bronione przez ok. 4 tys. Kozaków.

## Stosunek sił
Oblegająca Konotop armia Aleksego Trubeckiego składała się z ok. 28 tys. żołnierzy moskiewskich i ok. 6,6 tys. Kozaków hetmana Iwana Bezpały. Na odsiecz Konotopowi wyruszyła z kolei armia rusko-polsko-tatarska pod wodzą hetmana kozackiego Iwana Wyhowskiego licząca 32–48 tys. żołnierzy (14–22 tys. Kozaków, ok. 1,5 tys. Polaków pod dowództwem stolnika kijowskiego Krzysztofa Łasko i ok. 15–25 tys. Tatarów).

## Bitwa
Na wieść o odsieczy Trubecki wysłał przeciw Wyhowskiemu zagon jazdy pod dowództwem Semena Pożarskiego (ok. 5,6 tys. Rosjan i 2 tys. Kozaków). Wyhowski podzielił swoje wojska na dwie części i 7 lipca związał walką moskiewski korpus Pożarskiego broniący przeprawy przez rzekę Sosnówka. Jednocześnie oddziały polskie i kozackie zdobyły i zniszczyły most przez rzekę, odcinając Rosjanom możliwość odwrotu, a następnie większa część ordy Mehmed Gireja IV dokonała obejścia pozycji Rosjan, przeprawiła się przez rzekę i uderzyła na korpus Pożarskiego od tyłu. Zaskoczeni Rosjanie zostali osaczeni i zniesieni, jedynie nieliczni zdołali wyrwać się z otoczenia i uciec do warownego obozu armii Trubeckiego pod Konotopem, który po klęsce Pożarskiego w szyku taborowym przedarł się w ciągu 5 dni do Putywla. Jeszcze w tym samym dniu, w którym rozegrała się bitwa, Tatarzy wymordowali niemal wszystkich rosyjskich jeńców (ok. 5 tys.). Skutkiem moskiewskiej klęski pod Konotopem był ostatni wielki najazd tatarski na Carstwo Rosyjskie w wyniku którego spustoszone zostały razrjad siewski i białogrodzki.
Obecnie na Ukrainie uważa się tę bitwę za największy triumf wojsk ukraińskich (kozackich) nad wojskami Carstwa Rosyjskiego – Moskwą.